# Серрадіфалько
Серрадіфалько (італ. Serradifalco, сиц. Serradifarcu) — муніципалітет в Італії, у регіоні Сицилія,  провінція Кальтаніссетта.
Серрадіфалько розташоване на відстані близько 510 км на південь від Рима, 90 км на південний схід від Палермо, 17 км на захід від Кальтаніссетти.
Населення — 6108 осіб (2014).
Покровитель — San Leonardo Abate di Noblac.

## Демографія
Населення за роками:

Станом на 1 січня 2023 року в муніципалітеті офіційно проживало 118 іноземців з 15 країн, серед них 77 громадян країн Євросоюзу та 2 громадяни України.

## Сусідні муніципалітети
- Кальтаніссетта
- Канікатті
- Монтедоро
- Муссомелі
- Сан-Катальдо